# ويكيبيديا الآيسلندية
ويكيبيديا الآيسلندية (الآيسلندية:Wikipedia á íslensku) هي النسخة الآيسلندية من موسوعة ويكيبيديا.

## تاريخ
بدأت هذه النسخة في ديسمبر 2003. واحتفالاً بالذكرى السنوية العاشرة لويكيبيديا الأيسلندية في 5 ديسمبر 2013، عُقدت ندوة في مكتبة آيسلندا الوطنية.  في هذا الحدث، نشرت 30 صورة فوتوغرافية تم التقاطها في أعمال الشغب في أوستورفولور عام 1949 والتي لم يسبق للجمهور رؤيتها من قبل ونشرت على ويكيميديا كومنز.
منذ إنشائها في ديسمبر 2003 حتى نوفمبر 2005، كان نمو ويكيبيديا الآيسلندية بطيئًا نسبيًا. في نوفمبر 2005، أضيفت مقالات عن أكثر من 3500 اسم آيسلندي ميكانيكيًا. في مايو 2006، وصل عدد المقالات المتميزة إلى 10000. بعد ذلك، كان النمو أسرع ووصل عدد المقالات إلى 20000 في فبراير 2008 و30.000 في نوفمبر 2010. ومنذ ذلك الحين تباطأ النمو، حيث كان الإجمالي أقل من 42000 مقالة في يناير 2017.

## الإحصائيات
| عدد المستخدمين المسجلين | عدد المستخدمين النشيطين | عدد المقالات | صفحات المحتوى | عدد التعديلات | عدد الملفات المرفوعة | عدد الإداريين |
| ----------------------- | ----------------------- | ------------ | ------------- | ------------- | -------------------- | ------------- |
| 105٬884                 | 152                     | 60٬311       | 157٬222       | 1٬918٬008     | 3٬261                | 12            |